# Nino Frank
Nino Frank, geboren als Jacques-Henri Frank (Barletta, 27 juni 1904 - Parijs, 17 augustus 1988), was een in Italië geboren Franse schrijver en filmcriticus die het actiefst was in de jaren dertig en veertig. 
Frank werd geboren in Barletta, een drukke havenstad aan de Italiaanse Adriatische kust, in de regio Puglia. Hij is vooral bekend geworden door het feit dat hij als eerste filmcriticus de term "film noir" gebruikte om te verwijzen naar de Amerikaanse misdaaddrama's uit de jaren veertig met films als The Maltese Falcon. 
In 1946 schreef Frank samen met zijn collega-criticus Jean-Pierre Chartier de vroegste twee artikelen die Hollywood-misdaaddrama's uit de jaren veertig beschreven als film noir. Franks artikel, Un nouveau genre ‘policier:’ L’aventure criminelle (Een nieuw soort 'politieroman': het misdadige avonturenverhaal), werd gepubliceerd in het socialistisch gekleurde Franse filmtijdschrift L’écran français (het Franse scherm) in augustus 1946.

## Werken
- Bifur (1929-1931, 8 nummers). Parijs, 1976.
- Petit cinéma sentimental. Parijs, La Nouvelle Édition, 1950.
- Montmartre ou Les Enfants de la folie. Met illustraties van Pierre Mac Orlan. Calmann-Lévy, 1956.
- Les Années 30 (1969)
- Mémoire brisée. Parijs, Calmann-Lévy, 1967.
- Le Bruit parmi le vent. Parijs, Calmann-Lévy, 1968.
- 10.7.2. et autres portraits. Souvenirs. Maurice Nadeau/Papyrus, 1983.
- Ex-Napoléon toneelstuk in vier bedrijven, in samenwerking met Paul Gilson, Jean-Jacques Aslanian en Jean Collomb, Festival van Arras.